# Eurytoma saccharicola
Eurytoma saccharicola är en stekelart som först beskrevs av Mani 1941.  Eurytoma saccharicola ingår i släktet Eurytoma och familjen kragglanssteklar. Inga underarter finns listade i Catalogue of Life.